# Römerfest Augusta Raurica

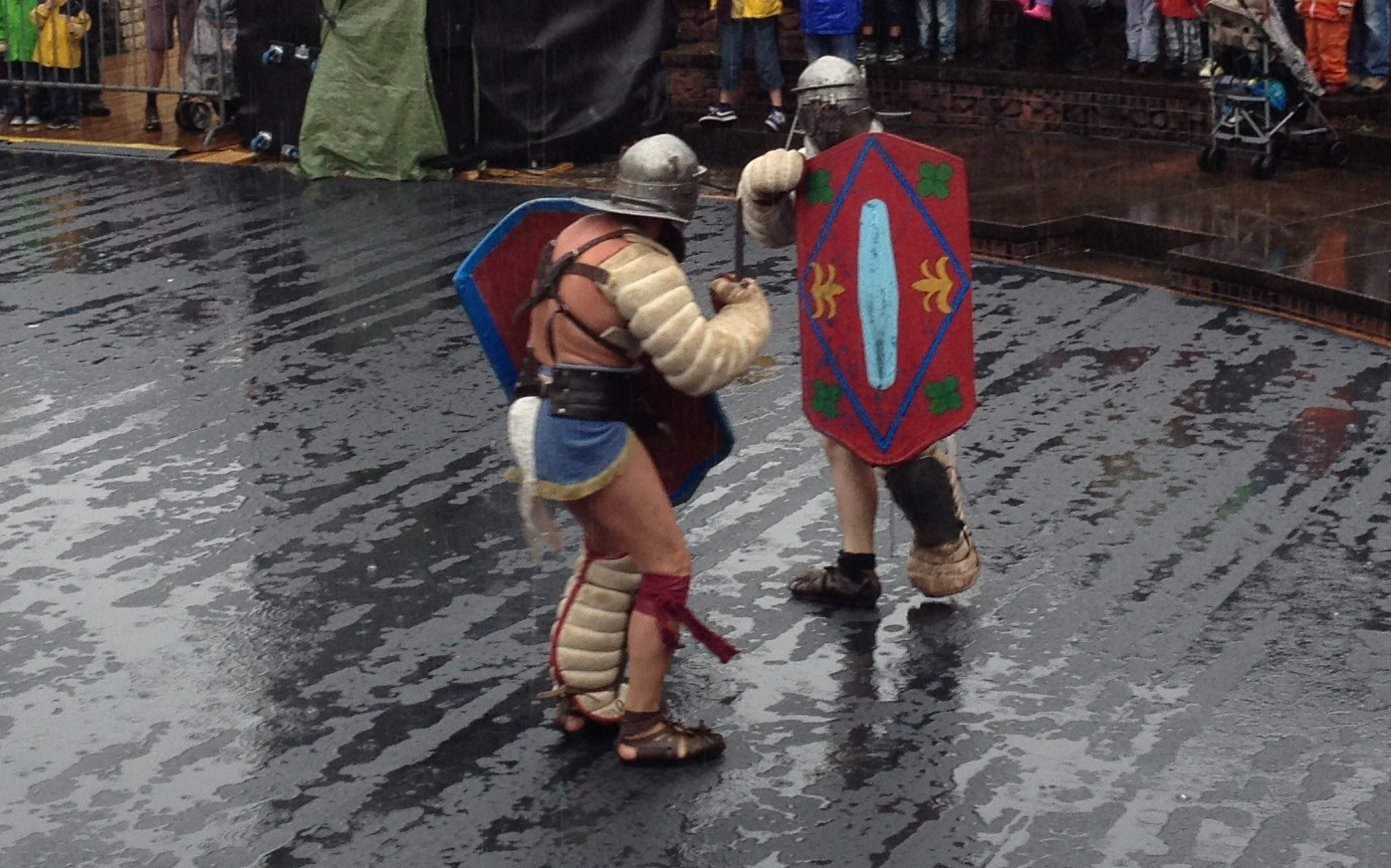
Ein Gladiatorenkampf aus dem Festjahr 2013.

Das Römerfest ist ein Volksfest im archäologischen Park Augusta Raurica in Augst im Kanton Basel-Landschaft in der Schweiz. 
Das Volksfest fand ab der Erstaustragung 1992 zuerst in einem fünfjährigen Takt statt. Aufgrund des hohen Besucheraufkommens und grossen Publikumsinteresses findet es seit 1997 jährlich im August statt.
Zu entdecken gibt es viele römerzeitliche Attraktionen wie Streitwagenrennen, nachgespielte Gladiatorenkämpfe oder römische Tanzgruppen. Ausserdem gibt es rund 100 Marktstände mit vielen Workshops, Mitmachaktionen oder Verkaufsangeboten, die die Besucher ebenfalls an die römische Zeit erinnern.
Etwa 1000 Mitarbeiter und Ehrenamtliche wirken bei der Gestaltung des Festes mit. Rund 20'000 Menschen besuchen pro Jahr dieses grösste Römerfest der Schweiz.